# 米杜河
米杜河（法語：Midou，亦拼作，發音：[midu]）是法國热尔省与朗德省的河流，长108千米，发源自阿尔穆和科，于蒙德马桑与杜兹河汇流为米杜茲河。